# عبد الوهاب الأتروشي
عبد الوهاب مرزا عمر الأتروشي هو ضابط شرطة وسياسي عراقي كردي، ولد سنة 1936.
ولد في قضاء الشيخان، ثم درس في بغداد، وتخرج من كلية الشرطة. فشغل مناصب مختلفة مثل معاون شرطة ووكيل القائممقام في جوارتا.
هرب سنة 1961 وانضم إلى الحركة الكردية المسلحة وكان نشطا فيها ومقربا من الملا مصطفى البارزاني، وكان عضوا في اللجنة المركزي للحزب الديمقراطي الكردستاني، لكنه انفصل عنه بعد عام 1975 وعمل مستشارا للشؤن الكردية في مجلس قيادة الثورة وسكرتير الحزب الديمقراطي الكردستاني الذي أسسه هاشم عقراوي وعزيز عقراوي في بغداد.
شغل منصب سفير ومنصبي محافظ الأنبار ومحافظ أربيل (شغل هذا المنصب بعد اتفاق 11 آذار 1970)، كما شغل منصب وزير دولة في 5 أيلول 1993 لغاية إحالته على التقاعد في 1 تموز 2002.
توفي سنة 2010 في شمال العراق.